# Hans Pfarr
Hans Georg Pfarr (* 30. September 1936 in Stuttgart; † 17. Mai 2024) war ein deutscher Jurist und Kommunalpolitiker.

## Werdegang
Pfarr war nach Studium der Rechtswissenschaften Justitiar der Staatlichen Hochbauverwaltung Baden-Württemberg. Ab dem 28. August 1975 war er der erste Oberbürgermeister von Albstadt. Zugleich war er stellvertretender Vorsitzender des Kreistags des Zollernalbkreises. Er blieb bis 1991 im Amt.
Er war seit dem Wintersemester 1956/57 Mitglied der Studentenverbindung Turnerschaft Hohenstaufia Tübingen.